# Burmeistera acuminata
Burmeistera acuminata là loài thực vật có hoa trong họ Hoa chuông. Loài này được H.Karst. mô tả khoa học đầu tiên năm 1857.